# 5722 (année hébraïque)
5722 (hébreu : ה'תשכ"ב , abbr. : תשכ"ב) est une année hébraïque qui a commencé à la veille au soir du 11 septembre 1961 et s'est finie le 28 septembre 1962. Cette année a compté 383 jours. Ce fut une année embolismique dans le cycle métonique, avec deux mois de Adar - Adar I et Adar II. Ce fut la troisième année depuis la dernière année de chemitta.
En l'an 5722, l'État d'Israël a fêté ses 14 ans d'indépendance.

## Calendrier
Ce calendrier hébraïque de l'année 5722 donne les correspondances avec les dates du calendrier grégorien.
Le premier nombre dans chaque case correspond au jour du mois hébraïque. Les jours en couleurs sont des jours remarquables juifs ou israéliens.
| ◄◄ | 5722 | ►► |

## Événements
- Israël: à Jérusalem, le nazi Adolf Eichmann est condamné à mort après un procès de 8 mois.
- Exécution en Israël du criminel nazi Adolf Eichmann.

## Naissances
- Harlan Coben
- Rita (chanteuse)
- Paula Abdul

## Décès
- Otto Loewi
- Bruno Walter
- Adolf Eichmann
- Abba Ahiméir

5717 - 5718 - 5719 - 5720 - 5721 - 5722 - 5723 - 5724 - 5725 - 5726 - 5727